# 小池城太朗
小池 城太朗（こいけ じょうたろう、1992年3月23日 - ）は、日本の俳優である。キリンプロ所属。

## 出演

### テレビドラマ
- 燃えろ!!ロボコン（1999年 - 2000年、テレビ朝日） - 栗原ジュン 役
- 月曜ドラマSP ホステス探偵危機一髪（2000年 - 2003年） - 黒崎豊 役
- 大河ドラマ 北条時宗（2001年、NHK） - 初代・北条時宗 役、幸寿丸 役
- 菊次郎とさき（2001年、テレビ朝日）
- ウルトラマンコスモス 第8話（2001年、TBS） - 蛙 役
- 大好き!五つ子3（2001年、TBS） - ゆうた 役
- 私はやってない（2002年、テレビ東京） - 生徒 役
- 異端の夏（2002年、テレビ東京） - 室谷雄介 役
- ママの遺伝子（2002年10月 - 12月、TBS） - 藤木竜之介 役
- メッセージ〜言葉が裏切っていく〜（2003年1月 - 3月、日本テレビ） - 西雄太 役
- 大好き!五つ子5（2003年、TBS） - 安藤勇太 役
- 武蔵 MUSASHI（2003年、NHK） - 三之助 役
- ウルトラQ dark fantasy 第3話（2004年、テレビ東京） - 山崎純（幼少） 役
- 大好き!五つ子（2004年、TBS） - 安藤勇太 役
- 愛情イッポン!（2004年、日本テレビ） - 佐々岡 役
- 24のひとみ（2007年）

### 映画
- 伊能忠敬-子午線の夢-（2001年、東映） - 生徒 役
- フユノカゲロウ（2001年） - 伸夫 役
- 黄昏流星群 同窓会星団（2001年） - 勝 役
- ピンポン（2001年） - 太郎 役
- カノン（2002年、WOWOW） - 小牧巧 役

### ビデオ
- 燃えろ!!ロボコンVSがんばれ!!ロボコン（1999年） - 栗原ジュン 役

### CM
- 君津住宅（1998年）
- バンダイ いっしょにはたあげ!ロボコン体操（1999年）
- 守ろう地球環境（2000年、TBSラジオ）
- Dole スウィーティモ バナナ〜チガウ・チガウ・チガウ篇〜（2000年）
- メディアファクトリー ゲームひー路 ぞくぞくヒーローズ〜いきなりおばあちゃん変身篇〜（2000年）
- 福岡市 同和問題軽蔑協調月間（2001年）
- OPA（2001年）
- 守ろう地球環境 かくれんぼ（2001年、TBSラジオ）
- 三和銀行グループ パーソナルモビット（2001年）
- ダノンヨーグルト Exclamation篇（2001年）
- P&G アリエールジェルオッシュ（2001年）
- NTTドコモ AOL（2001年）
- カルフォルニアプルーン（2001年）
- マクドナルド（2001年）
- 三菱自動車 Heart-Beat・ミニカー篇（2002年）
- 白い恋人（2002年）
- マクドナルド（2002年）

### ラジオ
- 国土交通省 日本港湾協会（2004年、TBSラジオ）

### その他
- 京急百貨店 ファッションショー（2003年）司会アシスタント